# تنکوئسیتوس ساوت ایکیرز، تگزاس
تنکوئسیتوس ساوت ایکیرز (به انگلیسی: Tanquecitos South Acres) یک منطقهٔ مسکونی در ایالات متحده آمریکا است که در تگزاس واقع شده‌است. تنکوئسیتوس ساوت ایکیرز ۲۳۳ نفر جمعیت دارد.